# Campionati mondiali di sci nordico 1980
I Campionati mondiali di sci nordico 1980, trentatreesima edizione della manifestazione, si articolarono in due distinti appuntamenti. La maggior parte delle gare fu disputata nel contesto dei XIII Giochi olimpici invernali di Lake Placid 1980, negli Stati Uniti: le gare di salto con gli sci e di sci di fondo sia maschili sia femminili, che si disputarono dal 14 al 23 febbraio, furono considerate valide anche ai fini dei Mondiali, mentre quella di combinata nordica assegnò soltanto il titolo olimpico. La gara femminile di sci di fondo sulla distanza di 20 km, tuttavia, non faceva parte del programma olimpico, pertanto le medaglie iridate furono assegnate a Falun, in Svezia, in una competizione apposita.

## Risultati

### Uomini

#### Salto con gli sci

##### Trampolino normale
| Posizione | Atleta           | Nazione      | Punti |
| --------- | ---------------- | ------------ | ----- |
| 1         | Toni Innauer     | Austria      | 266,3 |
| 2         | Manfred Deckert  | Germania Est | 249,2 |
|           | Hirokazu Yagi    | Giappone     | 249,2 |
| 4         | Masahiro Akimoto | Giappone     | 248,5 |
| 5         | Pentti Kokkonen  | Finlandia    | 247,6 |
| 6         | Hubert Neuper    | Austria      | 245,5 |

Lake Placid, 17 febbraio

Trampolino: MacKenzie Intervale Ski Jumping Complex K70

##### Trampolino lungo
| Posizione | Atleta         | Nazione   | Punti |
| --------- | -------------- | --------- | ----- |
| 1         | Jouko Törmänen | Finlandia | 271,0 |
| 2         | Hubert Neuper  | Austria   | 262,4 |
| 3         | Jari Puikkonen | Finlandia | 248,5 |
| 4         | Toni Innauer   | Austria   | 245,7 |
| 5         | Armin Kogler   | Austria   | 245,6 |
| 6         | Roger Ruud     | Norvegia  | 243,0 |

Lake Placid, 23 febbraio

Trampolino: MacKenzie Intervale Ski Jumping Complex K90

#### Sci di fondo

##### 15 km
| Posizione | Atleta           | Nazione          | Tempo    |
| --------- | ---------------- | ---------------- | -------- |
| 1         | Thomas Wassberg  | Svezia           | 41:57,63 |
| 2         | Juha Mieto       | Finlandia        | 41:57,64 |
| 3         | Ove Aunli        | Norvegia         | 42:28,62 |
| 4         | Nikolaj Zimjatov | Unione Sovietica | 42:33,96 |
| 5         | Evgenij Beljaev  | Unione Sovietica | 42:46,02 |
| 6         | Józef Łuszczek   | Polonia          | 42:59,03 |

Lake Placid, 17 febbraio

##### 30 km
| Posizione | Atleta           | Nazione          | Tempo      |
| --------- | ---------------- | ---------------- | ---------- |
| 1         | Nikolaj Zimjatov | Unione Sovietica | 1:27:02,80 |
| 2         | Vasilij Ročev    | Unione Sovietica | 1:27:34,22 |
| 3         | Ivan Lebanov     | Bulgaria         | 1:28:03,87 |
| 4         | Thomas Wassberg  | Svezia           | 1:28:40,35 |
| 5         | Józef Łuszczek   | Polonia          | 1:29:03,64 |
| 6         | Matti Pitkänen   | Finlandia        | 1:29:35,03 |

Lake Placid, 14 febbraio

##### 50 km
| Posizione | Atleta              | Nazione          | Tempo      |
| --------- | ------------------- | ---------------- | ---------- |
| 1         | Nikolaj Zimjatov    | Unione Sovietica | 2:27:24,60 |
| 2         | Juha Mieto          | Finlandia        | 2:30:20,52 |
| 3         | Aleksandr Zav'jalov | Unione Sovietica | 2:30:51,52 |
| 4         | Lars Erik Eriksen   | Norvegia         | 2:30:53,00 |
| 5         | Sergej Savel'ev     | Unione Sovietica | 2:31:15,82 |
| 6         | Evgenij Beljaev     | Unione Sovietica | 2:31:21,19 |

Lake Placid, 23 febbraio

##### Staffetta 4x10 km
| Posizione | Nazione          | Atleti                                                               | Tempo      |
| --------- | ---------------- | -------------------------------------------------------------------- | ---------- |
| 1         | Unione Sovietica | Vasilij Ročev Nikolaj Bažukov Evgenij Beljaev Nikolaj Zimjatov       | 1:57:03,46 |
| 2         | Norvegia         | Lars Erik Eriksen Per Knut Aaland Ove Aunli Oddvar Brå               | 1:58:45,77 |
| 3         | Finlandia        | Harri Kirvesniemi Pertti Teurajärvi Matti Pitkänen Juha Mieto        | 2:00:00,18 |
| 4         | Germania Ovest   | Peter Zipfel Wolfgang Müller Dieter Notz Jochem Behle                | 2:00:22,74 |
| 5         | Svezia           | Sven-Åke Lundbäck Thomas Eriksson Benny Kohlberg Thomas Wassberg     | 2:00:42,71 |
| 6         | Italia           | Maurilio De Zolt Benedetto Carrara Giulio Capitanio Giorgio Vanzetta | 2:01:09,93 |

Lake Placid, 20 febbraio

### Donne

#### Sci di fondo

##### 5 km
| Posizione | Atleta            | Nazione          | Tempo    |
| --------- | ----------------- | ---------------- | -------- |
| 1         | Raisa Smetanina   | Unione Sovietica | 15:06,92 |
| 2         | Hilkka Riihivuori | Finlandia        | 15:11,96 |
| 3         | Květa Jeriová     | Cecoslovacchia   | 15:23,44 |
| 4         | Barbara Petzold   | Germania Est     | 15:23,62 |
| 5         | Nina Fëdorova     | Unione Sovietica | 15:29,03 |
| 6         | Galina Kulakova   | Unione Sovietica | 15:29,58 |

Lake Placid, 15 febbraio

##### 10 km
| Posizione | Atleta            | Nazione          | Tempo    |
| --------- | ----------------- | ---------------- | -------- |
| 1         | Barbara Petzold   | Germania Est     | 30:31,54 |
| 2         | Hilkka Riihivuori | Finlandia        | 30:35,06 |
| 3         | Helena Takalo     | Finlandia        | 30:45,25 |
| 4         | Raisa Smetanina   | Unione Sovietica | 30:54,48 |
| 5         | Galina Kulakova   | Unione Sovietica | 30:58,46 |
| 6         | Nina Fëdorova     | Unione Sovietica | 31:22,93 |

Lake Placid, 18 febbraio

##### 20 km
| Posizione | Atleta           | Nazione          | Tempo      |
| --------- | ---------------- | ---------------- | ---------- |
| 1         | Veronika Schmidt | Germania Est     | 1:01:58,23 |
| 2         | Galina Kulakova  | Unione Sovietica | 1:02:26,34 |
| 3         | Raisa Smetanina  | Unione Sovietica | 1:02:41,70 |
| 4         | Marlies Rostock  | Germania Est     | 1:03:20,01 |
| 5         | Nina Fëdorova    | Unione Sovietica | 1:03:25,59 |
| 6         | Zinaida Amosova  | Unione Sovietica | 1:03:57,13 |

Falun

##### Staffetta 4x5 km
| Posizione | Nazione          | Atleti                                                               | Tempo      |
| --------- | ---------------- | -------------------------------------------------------------------- | ---------- |
| 1         | Germania Est     | Marlies Rostock Carola Anding Veronika Schmidt Barbara Petzold       | 1:02:11,10 |
| 2         | Unione Sovietica | Nina Fëdorova Nina Ročeva Galina Kulakova Raisa Smetanina            | 1:03:18,30 |
| 3         | Norvegia         | Brit Pettersen Anette Bøe Marit Myrmæl Berit Aunli                   | 1:04:13,50 |
| 4         | Cecoslovacchia   | Dagmar Švubová Gabriela Svobodová Blanka Paulů Květa Jeriová         | 1:04:31,39 |
| 5         | Finlandia        | Marja Auroma Marja-Liisa Kirvesniemi Helena Takalo Hilkka Riihivuori | 1:04:41,28 |
| 6         | Svezia           | Marie Johansson Karin Lamberg Eva Olsson Lena Carlzon                | 1:05:16,32 |

Lake Placid, 21 febbraio

## Medagliere per nazioni
| Posizione | Nazione          | Oro | Argento | Bronzo | Totale |
| --------- | ---------------- | --- | ------- | ------ | ------ |
| 1         | Unione Sovietica | 4   | 3       | 2      | 9      |
| 2         | Germania Est     | 3   | 1       | 0      | 4      |
| 3         | Finlandia        | 1   | 4       | 3      | 8      |
| 4         | Austria          | 1   | 1       | 0      | 2      |
| 5         | Svezia           | 1   | 0       | 0      | 1      |
| 6         | Norvegia         | 0   | 1       | 2      | 3      |
| 7         | Giappone         | 0   | 1       | 0      | 1      |
| 8         | Bulgaria         | 0   | 0       | 1      | 1      |
|           | Cecoslovacchia   | 0   | 0       | 1      | 1      |